# Ragenoldo del Maine
Ragenoldo di Neustria, in francese Ragenold ou Raino (prima metà del IX secolo – 885) fu conte di Herbauges dall'852 e poi fu il quinto conte del Maine della dinastia dei Rorgonidi e fu anche marchese di Neustria dall'878 alla sua morte.

## Origine
Non si conosce l'esatta ascendenza di Ragenoldo, si sa solo che discendeva da un ramo collaterale  della famiglia dei Rorgonidi e si presume che il padre fosse il conte Rinaldo di Herbauges.

## Biografia
Nell'878, alla morte del cugino, Goffredo I, conte del Maine e marchese di Neustria, dato che i suoi figli erano troppo giovani, Ragenoldo d'Herbauges, discendente da un ramo laterale della casa dei Rorgonidi, fu insignito dei suoi titoli.
Il titolo di marchese di Neustria, era doppio, uno per combattere i Bretoni, ed uno per combattere i Vichinghi, quello  conferito a Ragenoldo, che dovette tenere a bada i Vichinghi, che in quel periodo si stavano stanziando alla foce del fiume Schelda.
Si ha notizia di una vittoria riportata nella battaglia di Brillac, in cui Ragenoldo combatté a fianco del conte di Poitiers
Sino all'882 i Vichinghi della Schelda avevano privilegiato gli attacchi verso la Frisia e la valle del Reno, ma da quell'anno iniziarono a riversarsi verso Reims, devastando il circondario e l'anno dopo presero Amiens, devastando il distretto compreso tra i fiumi Senna e Oise. Il re dei Franchi occidentali, Carlomanno, allora venne a patti e i Vichinghi lasciarono la Normandia per l'Inghilterra dopo aver ricevuto 12.000 libbre d'argento.
Dopo la morte (dicembre 884) di Carlomanno i Vichinghi si sentirono sciolti dall'impegno assunto ad Amiens e nella primavera dell'885, tornarono in Normandia e il 25 luglio espugnarono Rouen e si diressero su Parigi. Secondo gli Annales Vedastini, Ragenoldo allora, assieme ad altri, accorse a Rouen e colse di sorpresa i Vichinghi intenti al saccheggio, ma questi ultimi ebbero la meglio,  e durante i combattimenti, Ragenoldo trovò la morte.
Essendo morto senza discendenza, il titolo di marchese di Neustria andò ad Enrico di Franconia, la contea del Maine venne assegnata a Ruggero († 900), un nobile franco, marito di Rotilde, figlia del re di Francia, il carolingio, Carlo il Calvo, mentre i Rorgonidi non furono considerati.

## Discendenza
Non si sa se Ragenoldo fosse sposato o meno, ma di lui non si conosce discendenza.

### Fonti primarie
- (LA)  Annales Bertiniani.

### Letteratura storiografica
- René Poupardin, I regni carolingi (840-918), cap. XIX, vol. II (L'espansione islamica e la nascita dell'Europa feudale) della Storia del Mondo Medievale, pp. 582–634.